# Consociazione con Inga
La consociazione con Inga si riferisce al sistema di coltivazione in consociazione di colture agricole tra file di alberi di Inga.
L'introduzione dell'Inga nelle tecniche di agrosilvicoltura è stato proposto come alternativa al debbio (slash-and-burn), per limitare i danni ecologici che derivano da questa tecnica. L'intercoltivazione con Inga si beneficia anche del fatto che le specie di Inga aumentano il contenuto di azoto del terreno e speso le rese, come conseguenza. La tecnica è considerata sostenibile e permette la utilizzazione degli stessi campi per vari anni, eliminando (o riducendo) la necessità per le popolazioni contadine pioniere di cercare nuove terre a spese delle foreste.

## Il genere Inga

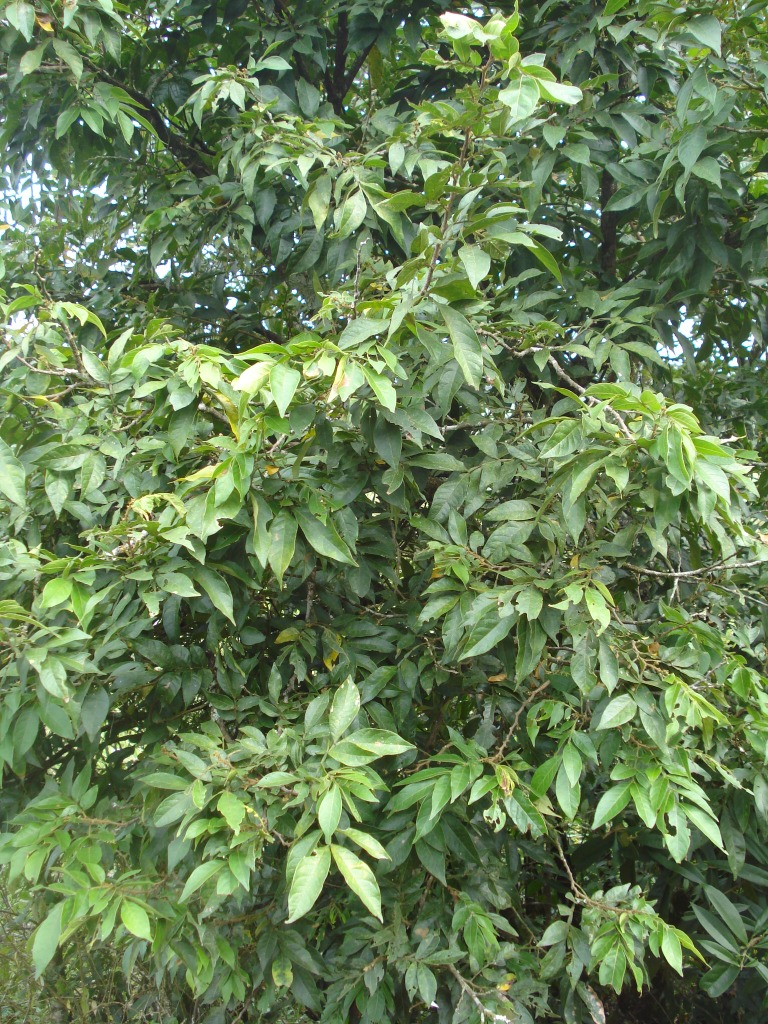
La folta vegetazione di una pianta di Inga marginata (São Bento do Sul, SC; Brasile).

Il genere Inga è originario del tropico americano, sopporta bene i suoli acidi della foresta tropicale e di quella che fino a poco prima è stata foresta. Fa parte delle Leguminose e ha la capacità di fissare l'azoto nel terreno in una forma utilizzabile dalle piante. Le micorrize (micorrize arbuscolari) che crescono con le radici hanno anche la proprietà di concentrare il fosforo libero e riciclarlo per incorporazione nel suolo.
Un altro vantaggio dell'Inga è che produce velocemente una fitta vegetazione di foglie coriacee che, lasciate sul terreno dopo la potatura, forma una spessa copertura vegetale che protegge il suolo e le radici dall'irradiazione solare e dalle precipitazioni intense. La facilità di formare una chioma ampia e fitta riduce la quantità di raggi solari disponibili per la crescita delle infestanti e quindi una accurata tecnica di potatura può essere utile anche per mantenere il suolo libero. Il genere Inga sopporta i trattamenti di riduzione della vegetazione prolungati, permettendo la potatura ripetuta delle frasche.

## Tecnica

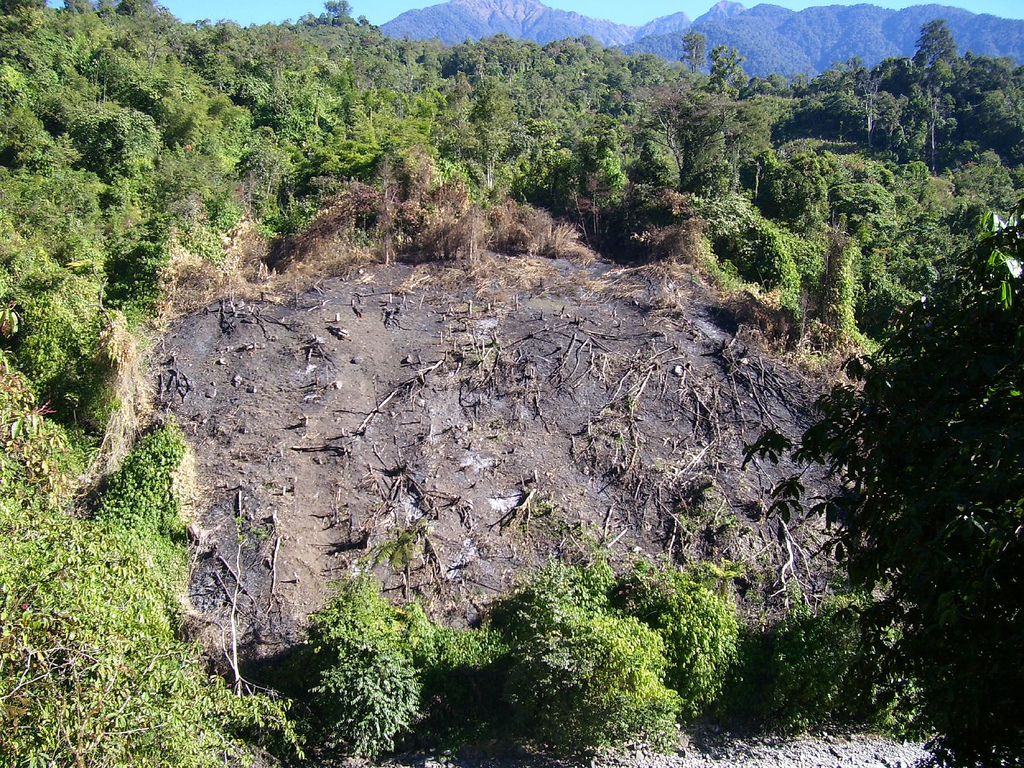
Gli effetti del debbio sulla foresta primaria, come si osserva in questa fotografia (in questo caso si tratta dell'Arunachal Pradesh, in India), possono essere devastanti e la consociazione con Inga può essere una soluzione.

Nella consociazione con Inga, gli alberi sono piantati in filari distanti 4 m, utilizzando la spazio internedio per la coltivazione principale. Idealmente, un'applicazione di roccia fosfatica iniziale mantiene il sistema stabile per molto anni.
Mentre gli alberi si sviluppano, di solito in un paio d'anni, la chioma si chiude e copre la zona di coltivazione riducendo la luce filtrante e riducendo la popolazione di infestanti.
Gli alberi sono potati con attenzione, le branche maggiori sono usate come legna da ardere, mentre le porzioni minori sono lasciate sul suolo a scopo di pacciamatura, che impedisce lo sviluppo di infestanti, protegge la microflora del terreno e progressivamente si decompone rilasciando nuove sostanze nutritive al suolo.
L'agricoltore pianta il proprio raccolto praticando delle buchette nella copertura.
La coltivazione si sviluppa approfittando della decomposizione dello strato inferiore della pacciamatura, mentre lo strato superiore forma una copertura protettiva contro l'eccessiva irradiazione e le piogge intense. Questa tecnica permette alle radici degli alberi e del raccolto di restare nella strato superficiale del terreno, dove si trova la maggior parte delle sostanze nutritive evitando i parassiti e le sostanze tossiche che si trovano più in profondità. La potatura dell'Inga causa anche una parziale riduzione dell'apparato radicale, limitando la competizione tra gli alberi e il raccolto.
L'introduzione di questa tecnica si adatta alla coltivazione tradizionale del mais e fagiolo nel tropico centramericano, ma anche delle colture da reddito. In precedenza, questo era reso difficile dalla crescente distanza dei campi rispetto all'abitazione, che causava seri problemi di custodia e di frequentazione; ora esiste la possibilità di stabilire impianti permanenti che sono di supporto alla famiglia nella risoluzione dei problemi di cui sopra.

## Diffusione
Il pioniere delle tecniche di consociazione con l'Inga è stato Mike Hands, ricercatore universitario inglese, poi coltivatiore e ambientalista, che ha fondato nel 1977 la Inga Foundation, una ONG inglese attiva nella promozione di progetti in America centrale e meridionale.